# 10811 Лау
10811 Лау (10811 Lau) — астероїд головного поясу, відкритий 17 березня 1993 року.
Тіссеранів параметр щодо Юпітера — 3,228.